# Friedrich de la Motte Fouqué
Friedrich Heinrich Karl de la Motte, Barón Fouqué (Brandeburgo, 12 de febrero de 1777 - Berlín, 23 de enero de 1843) fue un escritor romántico alemán.

## Biografía
Nacido en Brandeburgo, su abuelo había sido general de Federico el Grande. Pese a que Friedrich en principio no se interesaba por las armas, pronto abandonó sus estudios universitarios para abrazar la carrera militar, tomando parte en la Campaña del Rin de 1794.
Posteriormente, Friedrich se dedicaría por entero a la literatura. Fue presentado a August Wilhelm Schlegel (crítico y filólogo romántico, hermano del filósofo e hispanista Friedrich von Schlegel), quien le influyó profundamente y publicó el primer libro de Friedrich: Dramatische Spiele von Pellegrin, en 1804. Su siguiente trabajo, Romanzen vom Tal Ronceval (1805), mostró ya claramente sus tendencias románticas. Así, en su obra posterior Historie vom edlen Ritter Galmy (1806) versificó una novela de caballerías del siglo XVI.
Su obra Sigurd der Schlangentöter, ein Heldenspiel (1808) supone el primer intento de dramatización del Cantar de los Nibelungos e influiría en la tetralogía operística El anillo de los nibelungos, de Richard Wagner.
Fouqué, en 1813, luchó de nuevo con el ejército prusiano, esta vez contra Napoleón; el patriotismo que suscitó esta guerra en el pueblo alemán alentó sus escritos posteriores.
Entre 1810 y 1815, la popularidad del escritor creció grandemente. Fouqué escribió novelas románticas y obras de teatro. La más importante de sus novelas románticas, que inspiraría a los grandes autores del género terrorífico y por la que todavía se recuerda a su autor, fue la primera que escribió: Undine (Ondina), aparecida hacia 1811.
A partir de 1820 su trabajo entró en declive, particularmente por su empeño en eternizarse en los modos románticos, lo que le valió entre sus contemporáneos el apodo de “Don Quijote del Romanticismo”.
Fouqué contrajo matrimonio tres veces. Su segunda esposa fue la escritora Karoline von Briest, autora de novelas caballerescas y románticas. Al final de su vida, el rey Federico Guillermo IV de Prusia le otorgó una pensión hasta el fallecimiento del escritor, registrado en Berlín, en 1843.

## Obras
- 1804: Dramatische Spiele
- 1805: Romanzen vom Thal Ronceval
- 1806: Historie vom edlen Ritter Galmy und einer schönen Herzogin von Bretagne
- 1808: Alwin
- 1808: Sigurd, der Schlangentöter
- 1811: Undine
- 1813: Der Zauberring
- 1814: Corona (episch gedicht)
- 1814: Karls d. Gr. Geburt und Jugendjahre (episch gedicht)
- 1815: Die Fahrten Thiodulfs, des Isländers
- 1816: Sängerliebe
- 1817: Die wunderbaren Begebenheiten des Grafen Alethes von Lindenstein
- 1821: Bertrand du Guesclin (episch gedicht)
- 1823: Ritter Elidouc
- 1826: Die Saga von Gunlaugar, genannt Drachenzunge, und Rafn dem Skalden. Eine Islandskunde des 9. Jahrhunderts
- 1831: Jakob Böhme
- 1840: Die Weltreiche zu Anfang der Jahre 1835-40 (zes delen)
- 1840: Preußische Trauersprüche und Huldigungsgrüße für das Jahr 1840
- 1840: Lebensgeschichte (autobiografie)
- 1841: Ausgewählte Werke (verzamelband)
- 1842: Der Pappenheimer Kürassier; Szenen aus der Zeit des Dreißigjährigen Kriegs

Póstumas
- 1844: Abfall und Buße oder die Seelenspiegel
- 1846: Geistliche Gedichte
- 1862: Christliche Gedichte